# Kids' Choice Awards 2016
La 28ª edizione dei Nickelodeon Kids' Choice Awards si è tenuta il 12 marzo 2016 presso il Forum di Inglewood ed è stata trasmessa in diretta sulle reti televisive e radiofoniche (Nick Radio) di Nickelodeon. Le candidature sono state presentate il 6 febbraio 2016.
Il pre-show, che accompagna le celebrità lungo la passerella dell'orange carpet, è stato condotto dal cantante Charlie Puth. La premiazione è stata condotta dal cantante Blake Shelton, opportunamente affiancato nella premiazione per le diverse categorie da: Grant Gustin, Meghan Trainor, Dove Cameron, Rob Gronkowski, Debby Ryan, Sarah Hyland, Ellen DeGeneres, John Stamos, Keke Palmer, Heidi Klum, Anthony Anderson, Chloe Bennet e Laura Marano.
Ai KCA 2016 si sono esibiti anche i seguenti artisti: Charlie Puth con i singoli "One Call Away" e "See You Again" con Wiz Khalifa, Silentó col singolo "Watch Me (Whip/Nae Nae)" e il gruppo DNCE col singolo "Cake by the Ocean".
Nel corso dell'evento sono state mostrate in anteprima alcune scene dei film Tartarughe Ninja - Fuori dall'ombra (presentato dall'attore Will Arnett), Captain America: Civil War (presentato dagli attori Chris Evans e Robert Downey Jr.) e Angry Birds - Il film (presentato dai doppiatori Jason Sudeikis e Josh Gad).
Sono stati ricoperti dal caratteristico slime verde il conduttore principale, Blake Shelton, e le vincitrici della categoria "Band preferita", le Fifth Harmony.

## Candidature USA
I vincitori sono indicati in grassetto.

### Cinema

#### Film preferito
- Star Wars - Il risveglio della Forza (Star Wars: The Force Awakens), regia di J. J. Abrams
- Ant-Man, regia di Peyton Reed
- Avengers: Age of Ultron, regia di Joss Whedon
- Cenerentola (Cinderella), regia di Kenneth Branagh
- Daddy's Home (Daddy's Home), regia di Sean Anders e John Morris
- Hunger Games: Il canto della rivolta - Parte 2 (The Hunger Games: Mockingjay – Part 2), regia di Francis Lawrence
- Jurassic World, regia di Colin Trevorrow
- Pitch Perfect 2, regia di Elizabeth Banks

#### Attore cinematografico preferito
- Will Ferrell – Daddy's Home
- John Boyega – Star Wars - Il risveglio della Forza
- Robert Downey Jr. - Avengers: Age of Ultron
- Chris Evans – Avengers: Age of Ultron
- Chris Hemsworth –  Avengers: Age of Ultron
- Chris Pratt – Jurassic World

#### Attrice cinematografica preferita
- Jennifer Lawrence - Hunger Games: Il canto della rivolta - Parte 2
- Lily James – Cenerentola (Cinderella)
- Scarlett Johansson – Avengers: Age of Ultron
- Anna Kendrick – Pitch Perfect 2

- Daisy Ridley - Star Wars - Il risveglio della Forza
- Rebel Wilson - Pitch Perfect 2

#### Film d'animazione preferito
- Hotel Transylvania 2, regia di Genndy Tartakovsky
- Alvin Superstar - Nessuno ci può fermare (Alvin and the Chipmunks: The Road Chip), regia di Walt Becker.
- Home - A casa (Home), regia di Tim Johnson
- Inside Out, regia di Pete Docter e Ronnie del Carmen
- Minions, regia di Pierre Coffin e Kyle Balda
- Snoopy & Friends - Il film dei Peanuts (The Peanuts Movie), regia di Steve Martino

#### Voce in un film d'animazione preferita
- Amy Poehler - Inside Out
- Sandra Bullock - Minions
- Selena Gomez - Hotel Transylvania 2
- Justin Long - Alvin Superstar - Nessuno ci può fermare
- Jennifer Lopez - Home - A casa
- Jim Parsons - Home - A casa

### Televisione

#### Serie TV per ragazzi preferita
- I Thunderman (The Thundermans)
- Austin & Ally
- Girl Meets World
- Henry Danger
- Jessie
- Lab Rats

#### Serie TV per famiglie preferita
- I Muppet (The Muppets)
- Agents of S.H.I.E.L.D.
- The Big Bang Theory
- The Flash
- Modern Family
- C'era una volta (Once Upon a Time)

#### Attore televisivo preferito – Kids Show
- Ross Lynch - Austin & Ally
- Aidan Gallagher - Nicky, Ricky, Dicky & Dawn
- Jack Griffo - I Thunderman
- Jace Norman - Henry Danger
- Casey Simpson - Nicky, Ricky, Dicky & Dawn
- Tyrel Jackson Williams - Lab Rats

#### Attore televisivo preferito – Family Show
- Jim Parsons - The Big Bang Theory
- Anthony Anderson -  Black-ish
- Johnny Galecki - The Big Bang Theory
- Grant Gustin - The Flash
- Ben McKenzie - Gotham
- Rico Rodriguez - Modern Family

#### Attrice televisiva preferita – Kids Show
- Zendaya - K.C. Agente Segreto
- Dove Cameron - Liv e Maddie
- Lizzy Greene - Nicky, Ricky, Dicky & Dawn
- Kira Kosarin - I Thunderman
- Laura Marano - Austin & Ally
- Debby Ryan - Jessie

#### Attrice televisiva preferita – Family Show
- Sarah Hyland - Modern Family
- Chloe Bennet - Agents of S.H.I.E.L.D.
- Kaley Cuoco - The Big Bang Theory
- Jennifer Morrison - C'era una volta
- Sofía Vergara - Modern Family
- Ming-Na Wen - Agents of S.H.I.E.L.D.

#### Talent show preferito
- The Voice
- America's Got Talent
- American Idol
- Dance Moms
- Dancing with the Stars

#### Cooking show preferito
- Il boss delle torte
- Chopped Junior
- Cake Wars
- Diners, Drive-Ins and Dives
- Hell's Kitchen
- MasterChef Junior

#### Serie animata preferita
- SpongeBob (SpongeBob SquarePants)
- Alvinnn!!! e i Chipmunks (Alvin and the Chipmunks)
- Lo straordinario mondo di Gumball (The Amazing World of Gumball)
- Gravity Falls (Gravity Falls)
- Ninjago: Masters of Spinjitzu (Ninjago: Masters of Spinjitzu)
- Phineas e Ferb (Phineas and Ferb)
- Steven Universe (Steven Universe)
- Teen Titans Go! (Teen Titans Go!)

### Musica

#### Gruppo musicale preferito
- Fifth Harmony
- Fall Out Boy
- Imagine Dragons
- Maroon 5
- One Direction
- Pentatonix

#### Cantante maschile preferito
- Irfan Fandi
- Drake
- Nick Jonas
- Ed Sheeran
- Blake Shelton
- The Weeknd

#### Cantante femminile preferita
- Ariana Grande
- Adele
- Selena Gomez
- Nicki Minaj
- Meghan Trainor
- Taylor Swift

#### Canzone dell'anno
- "Hello" di Adele
- "Bad Blood" di Taylor Swift feat. Kendrick Lamar
- "Can't Feel My Face" di The Weeknd
- "Hotline Bling" di Drake
- "Thinking Out Loud" di Ed Sheeran
- "What Do You Mean?" di Justin Bieber

#### Stella nascente preferita
- Shawn Mendes
- Alessia Cara
- DNCE
- OMI
- Silentó
- Walk the Moon

#### Collaborazione preferita
- "See You Again" di Wiz Khalifa feat. Charlie Puth
- "Bad Blood" di Taylor Swift feat. Kendrick Lamar
- "Downtown" di Macklemore & Ryan Lewis feat. Eric Nally, Melle Mel, Kool Moe Dee e Grandmaster Caz
- "Good for You" di Selena Gomez feat. ASAP Rocky
- "Like I'm Gonna Lose You" di Meghan Trainor feat. John Legend
- "Where Are Ü Now" di Jack Ü con Justin Bieber

### Altro

#### Libro preferito
- Serie Diario di una schiappa
- Diary of a Minecraft Zombie
- Serie Harry Potter
- Star Wars: Absolutely Everything You Need To Know
- Serie Hunger Games
- Serie The Maze Runner

#### Videogioco preferito
- Just Dance 2016
- Disney Infinity 3.0
- Minecraft: Story Mode
- Skylanders: SuperChargers
- SpongeBob HeroPants
- Super Mario Maker

## Candidature estere

### Spagna

#### Migliore esibizione musicale
- Lucía Gil[2]
- Calum
- Maverick
- Sweet California[3]

### Italia

#### Cantante preferito
- The Kolors[4]
- Michele Bravi
- Alessio Bernabei
- Benji e Fede

#### Youtuber preferito
- Sofia Viscardi
- Leonardo Decarli
- Alberico de Giglio
- Antony di Francesco

### Germania, Austria, Svizzera

#### Celebrità preferita
- Lena Meyer-Landrut
- Cro
- Mark Forster
- Elyas M'Barek

#### YouTuber preferito
- Lena Meyer-Landrut
- Julien Bam
- Bratayley
- Freshtorge
- EthanGamerTV

### Belgio e Paesi Bassi

#### Celebrità neerlandese preferita
- B-Brave
- Chantal Janzen
- Jandino
- MainStreet
- Ronnie Flex
- Timor Steffens

#### Celebrità belga preferita
- K3
- Dimitri Vegas & Like Mike
- Emma Bale
- Ian Thomas
- Natalia
- Niels Destadsbader

#### Vlogger preferito
- Acid
- Beautynezz
- Dylan Haegens
- Enzo Knol
- Furtjuh
- Unagize

### Regno Unito e Irlanda

#### Esibizione musicale preferita
- One Direction
- Fleur East
- Little Mix
- Nathan Sykes
- Rixton
- The Vamps

#### Mentore preferito
- The Diamond Mine Cart
- Ethan Gamer TV
- iBallisticSquid
- Alia
- Mr. Stampy Cat
- Spencer FC

#### Famiglia di fan preferita
- Beliebers (Justin Bieber)
- Arianators (Ariana Grande)
- Directioners (One Direction)
- Mixers (Little Mix)
- Swifties (Taylor Swift)
- Vampettes (The Vamps)

#### Gatto famoso preferito
- Grumpy Cat
- Meredith Grey
- Olivia Benson
- Prince Essex
- Sam
- Venus

#### Star dello sport preferita
- Andy Murray
- Ellie Simmonds
- Harry Kane
- Jessica Ennis-Hill
- Lewis Hamilton
- Steph Houghton

#### Vlogger innovativo preferito
- Cherry Wallis
- Jazzybum
- Mynameschai
- Noodlerella
- Raphael Gomes
- Sam King FTW

#### Video musicale preferito
- "Drag Me Down" dei One Direction
- "Hello" di Adele
- "Sax" di Fleur East
- "Hold My Hand" di Jess Glynne
- "Black Magic" delle Little Mix
- "We All Want the Same Thing" dei Rixton

### Francia

#### Cantante preferito
- Black M
- Soprano
- Louane Emera
- Fréro Delavega

### Portogallo

#### Cantante preferito
- D.A.M.A
- Agir
- Filipe Gonçalves
- Carlão

### Polonia

#### Celebrità preferita
- Margaret
- Dawid Kwiatkowski
- Robert Lewandowski
- Sarsa

### Danimarca

#### Celebrità preferita
- Benjamin Lasnier
- Cisilia
- Christopher
- Lukas Graham

### Medio Oriente e Nord Africa

#### Esibizione musicale araba preferita
- THE 5
- Hala Al Turk
- Hamza Hawsawi
- Mohammed Assaf

### Asia

#### Celebrità asiatica dello sport preferita
- Jeron Teng (Filippine)
- Kim Kurniawan (Indonesia)
- Pandelela Rinong (Malaysia)
- Irfan Fandi (Singapore)

#### Personalità filippina preferita
- Maine Mendoza
- Enrique Gil
- James Reid
- Kathryn Bernardo

### Brasile

#### Artista preferito
- Fly
- Anitta
- Biel
- Ludmilla
- MC Gui
- Zé Felipe